# 송예빈
송예빈(2000년 9월 9일 ~ )은 대한민국의 배우이다. 2017년 3월 22일에 걸그룹 립버블에서 해아라는 예명으로 데뷔했으나, 싱글 1집만 활동하고 팀을 탈퇴하였다. 이후 솔로 가수로 활동하기도 했고, 2021년부터 배우로 전향했다.
현재는 주로 웹드라마(팡팡스튜디오, 피칸필름, 루디스튜디오)에 출연하고 있다.

## 학력
- 한림연예예술고등학교 (졸업)
- 서경대학교 공연예술대학 뮤지컬학과 (2021학번 수석 입학 / 중퇴)
- 동국대학교 연극학부 (휴학)

## 출연 작품

### 드라마
- 2017년 KBS2 《최고의 한방》
- 2022년 tvN 《별똥별》
- 2022년 Wavve 《청춘 블라썸》 - 김하늬 역
- 2023년 KBS2 《순정복서》 - 은솔쌤(최은솔) 역
- 2024년 KBS1 《수지맞은 우리》 - 채두리 역

### 웹드라마
- 루디스튜디오
- 팡팡스튜디오
- 피칸필름

### 영화
- 2022년 《짝꿍》 - 진용진의 없는영화
- 2022년 《꾀병》 - 진용진의 없는영화

### 뮤지컬
- 2024년 《썸데이 시즌 4》 - 김연수 역

### 연극
- 2024년 《사랑해 엄마》 - 선영 역

### 방송
- 《쇼킹 나이트》 (MBN, 2023년) - 참가자